# Zarače
Zarače är en ort i Bosnien och Hercegovina.   Den ligger i entiteten Federationen Bosnien och Hercegovina, i den centrala delen av landet, 40 km nordväst om huvudstaden Sarajevo. Zarače ligger 719 meter över havet och antalet invånare är 114.
Terrängen runt Zarače är kuperad. Runt Zarače är det ganska tätbefolkat, med 93 invånare per kvadratkilometer.. Närmaste större samhälle är Zenica, 15,0 km nordväst om Zarače. 
I omgivningarna runt Zarače växer i huvudsak lövfällande lövskog.